# 夏山城
夏山城（なつやまじょう）は、愛知県岡崎市夏山町にあったとされる中世の日本の城（平城）。

## 概要
『額田町史』によると初代城主は奥平久正と記されている。